# Cornus nuttallii
Cornus nuttallii (sin. Benthamidia nuttallii), el Cornejo del Pacífico o sanguiñuelo del Pacífico, es una especie botánica perteneciente a la familia de las Cornáceas, originario del oeste de Norteamérica desde las llanuras del sur de la Columbia Británica a montañas del sur de California. Una población interior se encuentra en el centro de Idaho. Ejemplos cultivados se encuentran más al norte, en el Archipiélago de la Reina Carlota. Es un árbol caducifolio de tamaño medio, que alcanza los 10-25 m de alto. 

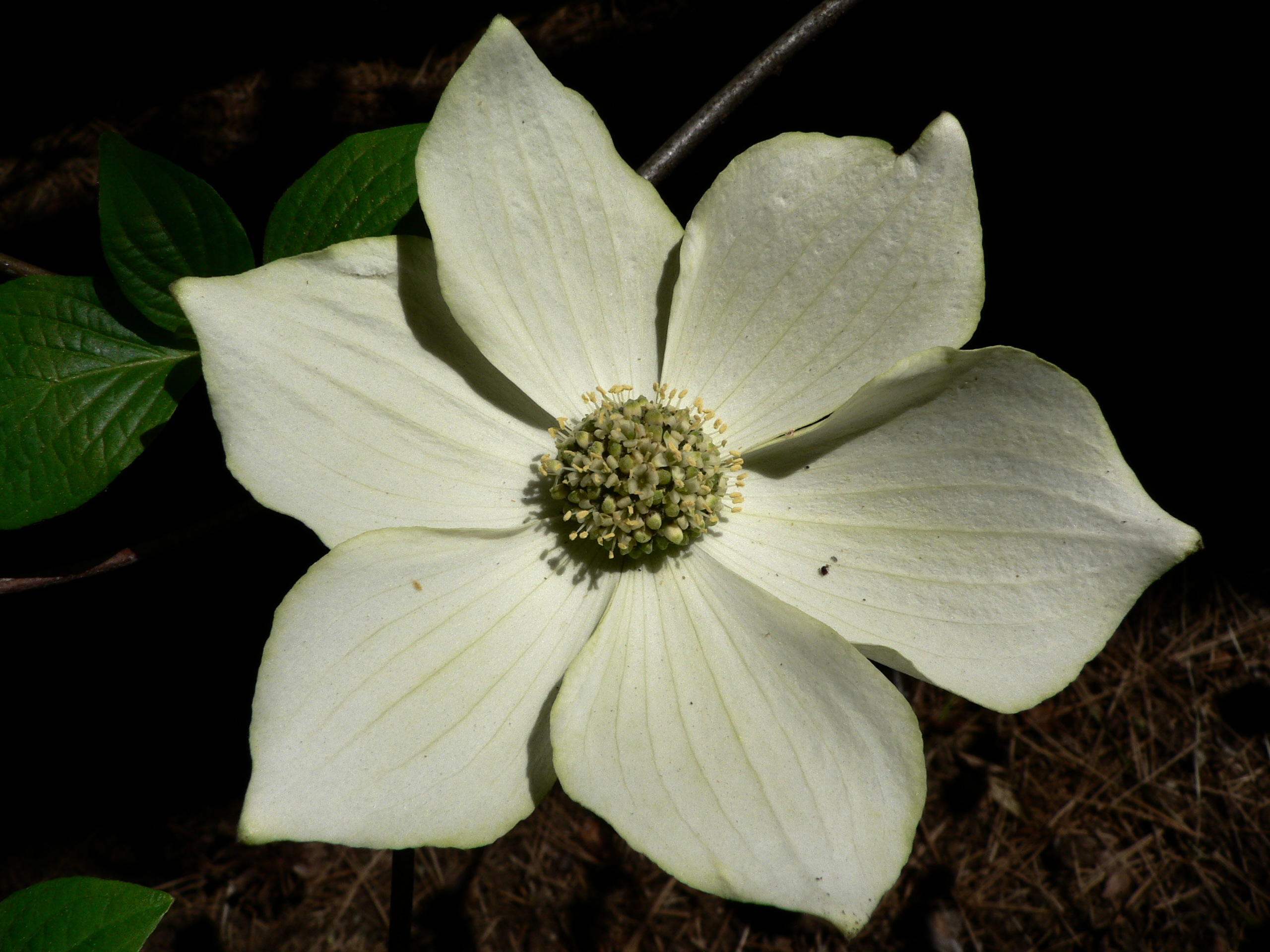
Las florecitas en un denso racimo rodeados de grandes brácteas blancas.

Las hojas son opuestas, ovaladas simples, de 8-12 cm de largo y 5-8 cm de ancho. Las flores son individualmente pequeñas y no conspicuas, 2-3 mm de ancho, producidas en densas cabezas de flores de blanco verdoso, redondeado y denso con un diámetro de 2 cm; los 4-8 "pétalos" blancos y grandes son en realidad brácteas, cada bráctea de 4-7 cm de largo y ancho. El fruto es un compuesto de baya rojo rosado alrededor de 3 cm de diámetro, conteniendo 50-100 semillas pequeñas; es comestible aunque no muy sabroso.
Como el sanguiñuelo florido (Cornus florida), emparentada con ella, es muy susceptible a la antracnosis del cornejo, una enfermedad causada por el hongo Discula destructiva. Esto ha matado muchas de las plantas más grandes en forma silvestre y también limita su uso como árbol ornamental.
Cornus nuttallii tiene ese nombre por Thomas Nuttall, un botánico inglés y zoólogo que trabajó en América en el siglo XIX.
Algunas tribus indias de la Meseta usaban la corteza como un laxante y para provocar el vómito.

## Uso gubernamental
Es la flor provincial de la provincia canadiense de Columbia Británica. Fue protegida por la ley allí (junto con Rhododendron macrophyllum y Trillium ovatum en la misma ley), pero la protección fue eliminada en 2002.
Los estudiantes que se gradúan en el programa curricular de BC High School reciben el "Dogwood Diploma" ("Diploma de sanguiñuelo del Pacífico") del Ministerio de Educación (Oficialmente, Certificado de la Columbia Británica de Graduación).